# Minor Threat
Minor Threat va ser una banda nord-americana de hardcore punk. La banda va estar activa des de 1980 fins a 1983, sempre dins de la, llavors, activa escena hardcore de Washington DC, denominada posteriorment DC Hardcore.
El seu estil es va caracteritzar per cançons amb missatges directes en les seves lletres que eren executades molt ràpidament, algunes vegades en menys d'un minut. A poc a poc van anar allargant el tempo i dotant a aquestes d'una major complexitat compositiva. La banda es va veure envoltada d'una gran polèmica, ja que va ser convertida en referent ideològic del corrent Straight edge, inspirada pel contingut de les seves cançons i de les de The Teen Idles, un grup en el qual van militar dos dels seus membres. Tots els seus discos es van editar en la pròpia discogràfica de Ian MacKaye i Jeff Nelson: Dischord Records, banderera del DC hardcore i encara en actiu avui dia.
Dischord sempre ha seguit una política de preus barats, imprimint-los en les mateixes portades. Per a evitar el preu abusiu que suposa el mercat del col·leccionisme, van editar Minor Threat: complete discography (Dischord, 1990), mantenint-lo sempre disponible en el seu catàleg.

## Història
La banda comença la seva marxa al novembre de 1980, quan Ian MacKaye (veu) i Jeff Nelson (bateria), que provenien del grup The Teen Idles, s'ajunten amb Lyle Preslar (guitarra) i un amic d'aquest: Brian Baker (sota). Junts formen Minor Threat, i donen el seu primer concert un mes després. Obtenen un rotund èxit dintre de l'escena hardcore del DC.
A principis de 1981 graven la seva primera demo en el seu propi estudi casolà, The Inner Ear Studios, situats en el soterrani de la casa de MacKaye i Nelson. Però descontents amb el resultat (que s'editaria en 2003 com First demo tape) entren a gravar altra vegada tots els temes, la majoria dels quals formen la seva primera referència (Minor threat). Amb les seves primeres actuacions i el single tot just editat arriba la polèmica, ja que els textos de MacKaye es reflecteixen molt crítics, no només contra el sistema, sinó també amb l'escena punk de la ciutat.
Amb cançons com "Straight edge" o "Bottled violence", Minor Threat ataquen a la manera de vida de molts joves punks, que obstaculitzen en l'espiral de l'alcohol, les drogues dures (sobretot l'heroïna) i les malalties de transmissió sexual. Proclamen que no beuen alcohol, ni fumen, ni consumeixen drogues ni duen una vida sexual promíscua 
(I'm a person just like you/But I've got better things to do/Than sit around and fuck my head/Snort white shit up my nose/Pass out at the shows/I don't even think about speed/That's something I just don't need/I've got the straight edge: Sóc una persona igual que tu/Però tinc millors coses que fer/que quedar-me assegut i fer-me merda /Sortir amb morts vivents/Aspirar merda blanca pel meu nas/Desmaiar-me en els concerts/Ni tan sols pinso en l'speed/Això és una cosa que no necessito/Tinc el "Straight edge").
La seva primera referència és tot un exemple de la velocitat amb la qual toquen: vuit temes en menys de deu minuts. La seva popularitat es dispara i realitzen una gira per les dues costes nord-americanes, congregant entorn de 1.000 persones cada nit que actuen. Per decisió expressa del grup tots els seus concerts són Straight edge (concerts per a totes les edats). I va anar una consigna que no van abandonar en la seva curta carrera. Lyle Preslar decideix estudiar en la universitat, pel que el grup se separa.
Però després d'uns mesos, decideix deixar els estudis i continuar amb el grup. Apareix el seu segon single: Out of step, en el qual les cançons s'allarguen (algunes duren fins a dos minuts) sense perdre la potència que els caracteritza o els demolidors textos de MacKaye.
En "Out of step (with the world)" contínua la temàtica Straight edge o en "Guilty of being white", on parla de l'opressió de viure en una societat en la qual ets minoria, aquesta vegada des del punt de vista d'un blanc que sofreix el racisme d'una societat negra.
En aquest cas la lletra ha estat malinterpretada moltes vegades, i s'ha acusat al grup de racisme, a pesar que l'escena hardcore del DC sempre es va manifestar per ser políticament compromesa, obertament antirracista, antimasclista i antisistema.
Durant 1982 la imatge del grup comença a ser qüestionada per molta gent del DC hardcore. Els sectors més intransigents de l'escena els van retreure el qual s'haguessin tornat a ajuntar i els van titllar de venuts, el que va anar a poc a poc desanimant a MacKaye. Ell i el seu grup no volien considerar-se abanderats de ningú, ni musical ni ideològicament, i li va dur a justificar tot el que escrivia, de manera que no se li pogués malinterpretar o prendre com referent d'alguna cosa.
El 1983 apareix el seu primer LP i la seva última referència en actiu: Out of step. En aquest disc introduïxen a un nou al baix: Steven Hansgen, passant Brian Baker a tocar la guitarra, amb el que augmenten un poc més la complexitat dels temes. A més, MacKaye reescriu la lletra de "Out of step (with the world)", afegint la primera persona als versos "Don't smoke/Don't drink/Don't fuck" i incloent un frasejo en el qual diu "no t'estic dient el que has de fer", deixant clara la seva postura com no-capdavantera de cap moviment.
La pressió sobre el grup i les diferències internes fan que Minor Threat es dissolguin a la fi d'aquest any. En 1985 apareix Salad days, que havia estat gravat el 1983.

### Activitats següents
Ian MacKaye ha continuat la seva carrera musical en bandes com Embrace, Egg Hunt junt amb Jeff Nelson. Actualment forma part de Fugazi.
Brian Baker ha tocat en grups com Junkyard, The Meatmen, Dag Nasty, Government Issue. Actualment forma part de Bad Religion.
Lyle Preslar va col·laborar en el primer disc de Samhain i, el 1984, es va incorporar a The Meatmen juntament amb Brian Baker. Posteriorment ha treballat a Caroline Records col·laborant amb artistes com Peter Gabriel, Ben Folds, Chemical Brothers i Idaho.
Jeff Nelson ha participat en grups com Egg Hunt, Three i The High-Back Chairs. Treballa en el seu segell discogràfic Adult Swim Records, distribuït per Dischord.

## Membres
- Ian MacKaye: veu.
- Jeff Nelson: bateria.
- Lyle Preslar: guitarra.
- Brian Baker: baix i guitarra.
- Steve Hansgen: baix.

## Discografia

### Àlbums
- Minor Threat/In my eyes (Dischord, 1983). LP.
- Out of step (Dischord, 1984). LP.
- Complete discography (Dischord, 1989). CD. L'edició actual (Dischord, 2003) està remasterizada.

### Singles
- Minor Threat (Dischord, 1981).
- In my eyes (Dischord, 1981).
- Salad days (Dischord, 1985).
- First demo tape (Dischord, 2003). CD i 7".

### Vídeos
- Live video (Dischord, 1988). VHS.
- Live DVD (Dischord, 2003). DVD.